# The Outer Limits (album)
The Outer Limits è il settimo album della band canadese thrash metal Voivod, prodotto nel 1993 dalla MCA Records.
È l'ultimo album della band con il cantante Denis Bélanger prima del suo ritorno nel 2001.

## Tracce
Tutte le canzoni sono scritte dai Voivod tranne la cover di The Nile Song dei Pink Floyd.
1. Fix My Heart - 4:53
2. Moonbeam Rider - 4:10
3. Le Pont Noir - 5:43
4. The Nile Song (Roger Waters) - 4:00
5. The Lost Machine - 5:53
6. Time Warp - 3:55
7. Jack Luminous - 17:26
8. Wrong Way Street - 3:50
9. We Are Not Alone - 4:28

## Formazione
- Denis Bélanger - voce
- Michel Langevin - batteria, tastiera
- Denis D'Amour - chitarra, tastiera

### Collaboratori
- Pierre St-Jean - basso